# Pechhütte (Baruth/Mark)
Die Pechhütte ist ein Wohnplatz im Ortsteil Klasdorf der Stadt Baruth/Mark im Landkreis Teltow-Fläming im Land Brandenburg.

## Geografische Lage
Der Wohnplatz liegt westlich des Dorfzentrums. Im Norden grenzt das Stadtzentrum von Baruth/Mark an, südwestlich liegt der weitere Wohnplatz Forsthaus Johannismühle und im Westen der Ortsteil Kemlitz. Der Wohnplatz ist durch den Pechhüttner Weg erreichbar, der in östlicher Richtung bis zur Bundesstraße 96 verläuft.

## Geschichte
Die Pechhütte erschien indirekt in einer Erwähnung von Klasdorf aus dem Jahr 1817. Der Ort wurde zu dieser Zeit als Dorf mit Glashütte und Teerschwelerei erwähnt. Ein erster direkter Nachweis erfolgte im Jahr 1885 als Wohnplatz, in dem zu dieser Zeit acht Personen lebten. Im Jahr 1895 erschien die Pechhütte erneut, dieses Mal mit neun Einwohnern, 1905 mit 13 Einwohnern und 1925 mit 18 Einwohnern. Der Wohnplatz wurde mit Klasdorf am 31. Dezember 2001 in die Stadt Baruth/Mark eingemeindet.